# 에리필레

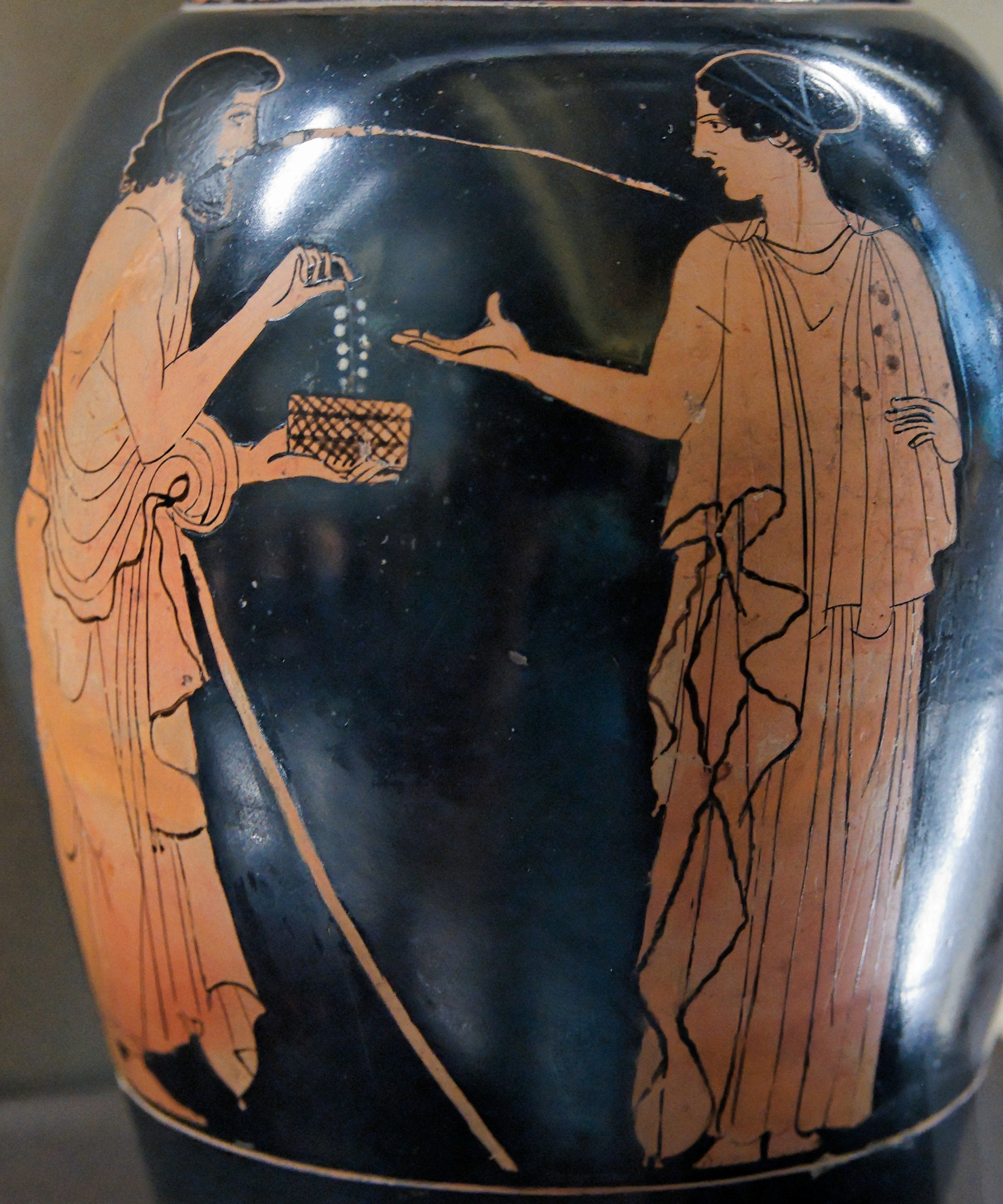
하르모니아의 목걸이를 에리필레에게 건네주는 폴리네이케스. 기원전 450-440년경. 루브르 박물관 소장.

에리필레(Eriphyle)는 그리스 신화에 나오는 테베의 예언자 암피아라오스의 아내이다. 아르고스 왕 탈라오스가 예언자 멜람푸스의 손녀 리시마케와 결혼하여 낳은 딸이다. 아드라스토스의 누이동생이다. 암피아라오스와 결혼하여 알크마이온, 암필로코스 두 아들과 에우리디케, 데모나사 두 딸을 낳았다. 암피아라오스는 아드라스토스와 대립하다가 화해하면서 에리필레와 결혼하였고, 장차 두 사람 사이에 다툼이 생기면 에리필레의 결정에 따르기로 약속하였다고 한다. 암피아라오스는 에리필레에게 폴리네이케스가 선물을 주더라도 받지 말라고 엄하게 당부하였다. 그러나 에리필레는 폴리네이케스가 하르모니아의 목걸이를 주면서 남편이 전쟁에 참가하도록 힘써 달라고 부탁하자 넘어가고 말았다.

## 같이 보기
- 장 라신
- 윌리엄 메이크피스 새커리
- 볼테르